# Награда Сатурн за најбољу монтажу
Награда Сатурн за најбољу монтажу се први пут додељивала 1977. године. Већ након друге доделе, 1978, награда је била укинута све до 2011, од када се поново додељује. Једини монтажер који је награду освојио два пута је Пол Хирш и то за филмове Звездани ратови — епизода IV: Нова нада (1977) и Немогућа мисија: Протокол Дух (2011).
Следи списак награђених монтажера:
| Год.       | Монтажер                          | Назив филма                                     |
| ---------- | --------------------------------- | ----------------------------------------------- |
| 1977.      | Пол Хирш, Марша Лукас и Ричард Чу | Звездани ратови — епизода IV: Нова нада         |
| 1978.      | Џо Данте и Марк Голдблат          | Пирана                                          |
| 1979—2010. | награда се није додељивала        | награда се није додељивала                      |
| 2011.      | Пол Хирш                          | Немогућа мисија: Протокол Дух                   |
| 2012.      | Александер Бернер                 | Атлас облака                                    |
| 2013.      | Алфонсо Куарон и Марк Сангер      | Гравитација                                     |
| 2014.      | Џејмс Херберт и Лора Џенингс      | На рубу времена                                 |
| 2015.      | Меријен Брендон и Мери Џо Марки   | Звездани ратови — епизода VII: Буђење силе      |
| 2016.      | Мајкл Кан                         | ВДЏ — Велики доброћудни џин                     |
| 2017.      | Боб Дјуксеј                       | Звездани ратови — епизода VIII: Последњи џедаји |
| 2018/19.   | Џефри Форд и Метју Шмит           | Осветници: Крај игре                            |
| 2019/20.   | Боб Дјуксеј                       | Нож у леђа                                      |
| 2021/22.   | Еди Хамилтон                      | Топ ган: Маверик                                |
| 2022/23.   | Џенифер Лејм                      | Опенхајмер                                      |
| 2023/24.   | Дин Зимерман и Шејн Рид           | Дедпул и Вулверин                               |